# Corimelaena agrella
Corimelaena agrella är en insektsart som beskrevs av Mcatee 1919. Corimelaena agrella ingår i släktet Corimelaena och familjen glansskinnbaggar. Inga underarter finns listade i Catalogue of Life.